# 盛利 (演员)
盛瓅尹（1996年12月20日—），艺名盛利，浙江兰溪人，中国内地女演员。
现居住于日本，在某唱片公司做幕后工作，曾为松竹艺能所属艺人。

## 演艺经历
2003年，参演电影《初三初四看月亮》，饰演“欢欢”；2004年，参演电影《核电铁军》，饰演“高晶晶”；2007年，参演电视剧《家有儿女》第四部，饰演“高璐璐”；2009年-2012年，主演儿童剧《疯丫头》系列，饰演“爆米花”；2011年，主演电视剧《生死大营救》，饰演“江月月”。